# Persone di nome Aulo
| Questa pagina contiene informazioni ricavate automaticamente dalle voci biografiche con l'ausilio del template Bio e di un bot. L'aggiornamento è periodico e automatico e ricostruisce completamente la pagina. Se manca una persona in questa lista, sei pregato di non aggiungerla, ma accertati piuttosto che la sua voce biografica contenga il template Bio e che i dati anagrafici siano correttamente compilati. Se il template Bio manca, inseriscilo tu stesso o, in alternativa, metti l'avviso {{tmp\|Bio}} che ne segnala la mancanza. Se i dati riportati sono sbagliati, correggi direttamente la voce biografica; le modifiche saranno visibili in questa lista entro pochi giorni. Per chiarimenti vedi il progetto antroponimi. La lista contiene solo le 73 persone che sono citate nell'enciclopedia e per le quali è stato implementato correttamente il template Bio. Pagina aggiornata al 22 lug 2025. |

Questa è una lista di persone presenti nell'enciclopedia che hanno il nome Aulo, suddivise per attività principale.

## Calciatori(2)
- Aulo Fogar, calciatore italiano (Cervignano del Friuli, n. 1925)
- Aulo Gelio Lucchi, calciatore italiano (Verona, n. 1925 - Ferrara, † 1999)

## Condottieri(1)
- Aulo Vibenna, condottiero

## Enciclopedisti(1)
- Aulo Cornelio Celso, enciclopedista e medico romano

## Filosofi(1)
- Aulo Giano Parrasio, filosofo, umanista e scrittore italiano (Figline Vegliaturo, n. 1470 - Cosenza, † 1521)

## Fumettisti(1)
- Aulo Brazzoduro, fumettista italiano (Milano, n. 1928 - Milano, † 2022)

## Generali(3)
- Aulo Gabinio, generale, politico e senatore romano († 47 a.C.)
- Aulo Larcio Lepido Sulpiciano, generale e politico romano
- Aulo Terenzio Varrone Murena, generale e politico romano († 23 a.C.)

## Imperatori(1)
- Vitellio, imperatore romano (Nuceria Alfaterna, n. 15 - Roma, † 69)

## Magistrati(8)
- Aulo Cecina Alieno, magistrato romano († 79)
- Aulo Gabinio Secondo, magistrato e senatore romano
- Aulo Gabinio Secondo, magistrato e senatore romano
- Aulo Antonio Rufo, magistrato e senatore romano
- Aulo Pompeo Paolino, magistrato e senatore romano
- Aulo Petronio Lurcone, magistrato e senatore romano
- Aulo Paconio Sabino, magistrato e senatore romano
- Aulo Cecina Peto, magistrato e senatore romano (Patavium - Roma, † 42)

## Militari(4)
- Aulo Irzio, militare, storico e politico romano (Ferentino - Modena, † 43 a.C.)
- Aulo Postumio Tuberto, militare romano (Roma)
- Aulo Sempronio Atratino, militare romano
- Aulo Virgio Marso, militare romano (Marsica, n. 20 a.C. - † 40)

## Poeti(2)
- Aulo Licinio Archia, poeta greco antico (Antiochia di Siria, n. 118 a.C. - Roma)
- Aulo Persio Flacco, poeta romano (Volterra, n. 34 - Roma, † 62)

## Politici(41)
- Aulo Aternio Varo Fontinale, politico romano
- Aulo Atilio Serrano, politico romano
- Aulo Plauzio, politico e generale romano
- Aulo Didio Gallo, politico e militare romano
- Aulo Cecina Severo, politico e militare romano (Volterra)
- Aulo Allieno, politico e militare romano
- Aulo Avilio Flacco, politico romano (Andro, † 38)
- Aulo Giulio Pompilio Tito Vivio Levillo Pisone Bereniciano, politico e militare romano
- Aulo Mario Celso, politico e militare romano
- Aulo Plauzio, politico romano
- Vitellio Petroniano, politico romano (n. 37 - Roma, † 53)
- Aulo Atilio Calatino, politico e militare romano (Calatia)
- Aulo Cornelio Cosso, politico e militare romano (Roma)
- Aulo Cornelio Cosso, politico e militare romano
- Aulo Cornelio Cosso, politico romano
- Aulo Cornelio Cosso Arvina, politico romano
- Aulo Manlio Capitolino, politico e militare romano
- Aulo Manlio Torquato, politico e generale romano
- Aulo Manlio Vulsone Capitolino, politico e militare romano (Roma)
- Aulo Manlio Vulsone, politico romano
- Aulo Manlio Vulsone, politico romano (Roma)
- Aulo Manlio Vulsone, politico e generale romano
- Aulo Bucio Lappio Massimo, politico romano
- Aulo Platorio Nepote, politico e militare romano
- Aulo Ostilio Mancino, politico romano
- Aulo Postumio Albino Lusco, politico e generale romano
- Aulo Postumio Albino Regillense, politico e militare romano
- Aulo Postumio Albino, politico e scrittore romano
- Aulo Postumio Albino, politico e generale romano
- Aulo Postumio Albo Regillense, politico e militare romano
- Aulo Postumio Albo Regillense, politico e militare romano
- Aulo Sempronio Atratino, politico romano
- Aulo Sempronio Atratino, politico romano (Roma)
- Aulo Cecina Tacito, politico romano
- Aulo Terenzio Varrone, politico e militare romano
- Aulo Triario Rufino, politico romano
- Aulo Verginio Tricosto Rutilo, politico e militare romano
- Aulo Didio Gallo Fabricio Veiento, politico romano
- Aulo Verginio Tricosto Celiomontano, politico e militare romano
- Aulo Verginio Tricosto Celiomontano, politico romano
- Aulo Vitellio, politico e senatore romano (Nuceria Alfaterna - † 32)

## Scrittori(1)
- Aulo Gellio, scrittore e giurista romano (Roma)

## Storici(1)
- Cremuzio Cordo, storico romano († 25)

## Senza attività specificata(6)
- Aulo Postumio Albino, romano
- Aulo Spurinna
- Aulo Cecina
- Aulo Manlio Torquato Attico, romano
- Aulo Cornelio Palma Frontoniano, romano (Roma - Terracina, † 118)
- Aulo Sempronio Atratino, romano